# Си цы чжуань
Си цы чжуань (кит. трад. 繫辭傳, упр. 系辞传, пиньинь Xì cí zhuàn, буквально: «Комментарий привязанных слов», также называется кит. трад. 大傳, упр. 大传, пиньинь Dà zhuàn, палл. Да чжуань) — древнекитайский текст, наиболее философский среди комментариев к Книге перемен. Состоит из двух частей, которые считаются двумя комментаторскими сочинениями среди классических десяти (т.н. «Десять крыльев» zh:十翼). Включает в себя ключевые формулировки базовых понятий китайской философии, связанные с дуальностью мироздания.
Традиционно приписывался Конфуцию, но датируется предположительно 4-м в. до н. э.
По мнению Марселя Гранэ (1884—1940), «пожалуй, только еще Хун фань в такой же степени близок к истокам [китайской] письменной традиции, как это произведение» (Китайская мысль, пер. Иорданского, Москва, «Алгоритм», 2008:125). Структурный анализ этого важнейшего источника китайской философской классики осуществил В.С. Спирин. Есть переводы памятника на русский язык.
Новая волна интереса к изучению «Си цы» была вызвана обнаружением его рукописи в захоронении Мавандуй (168 до н. э.), которая существенно отличается от традиционного текста.